# Chalcolampra multinoda
Chalcolampra multinoda es una especie de coleóptero de la familia Chrysomelidae descrita en 1993 por Reid.